# Kurasawa Pond
Der Kurasawa Pond ist ein Schmelzwassertümpel im Wright Valley des ostantarktischen Viktorialands. Im Labyrinth liegt er südlich des Dean Cirque und 800 m östlich des Ausläufers des Oberen Wright-Gletschers.
Das Advisory Committee on Antarctic Names benannte ihn 2004 nach dem japanischen Geologen Hajime Kurasawa, der von 1974 und 1975 am Bohrprojekt in den Antarktischen Trockentälern beteiligt war.